# Антоний (Илляшевич)
Епископ Антоний (Илляшевич; 1680-е, Русское воеводство, королевство Польское, Речь Посполитая — 16 (27) ноября 1755, Вятка) — епископ Русской православной церкви, епископ Вятский и Великопермский (1748—1755).

## Биография
Родился в гор. Стрый, Русское воеводство королевства Польского, Речь Посполита (указание на Виленское воеводство ошибочно) ок. 1680/1685 годов. Из польских дворян (Русское воеводство королевства Польского), русин (указание «из литвин» ошибочно). [[Источник: из личного допроса иеромонаха Антония Илляшевича, 1734, С.-Петербург. См. РГИА, Ф. 296, О. 14, Д.273 «О присылке в Синод в Петербург под стражей и в кандалах наместника Московского Новоспасского монастыря иеромонаха Антония Ильяшевича». В тексте документов "Илляшевич"]]
Обучался в Киевской духовной академии. По окончании был начальником разных учебных заведений.
Пострижен в монашество в 1724 году настоятелем Полоцкого Богоявленского монастыря игуменом Гедеоном (Маркевич), впоследствии епископ Могилёвский. Рукоположен архиепископом Ростовским Иоакимом во иеродиакона 6 августа 1725 года и в иеромонаха 7 августа 1725 года в соборе свв. Петра и Павла в С.-Петербурге.
10.02.1731 года приехал «из Польши в Россию» из Троицкого Марковского монастыря, а также 2 .09.1731 из Преображенского Киево-Межировского монастыря по паспорту настоятеля Каллиста. 1 мая 1734 года направлен в Ревель для ординации во флотские иеромонахи и для служения иеромонахом в Балтийского флота Ревельском порту и на парусном линейном корабле "Выборг", который по возвращении из "польской кампании" в Кронштадт с тремя пакетботами до осени крейсировал у Наргена и зимовал в Ревеле под командованием капитана полковничьего чина Джеймса Кеннеди (впоследствии вице-адмирал Русского флота). Источник: См. выше РГИА, Ф. 296, О. 14, Д.273.
В 1739 году возведён в сан архимандрита Московского Новоспасского монастыря, определён членом духовной дикастерии (консистория — Присутствие и канцелярия).
19 сентября 1939 года определён Присутствующим в Московской Канцелярии Святейшего Синода.
С 17 октября 1741 года — суперинтендант Московской типографии. По поручению Святейшего Синода от 2 ноября 1744 года напечатал (6 сентября 1745) труд архиепископа Тверского Феофилакта (Лопатинского) «Обличение неправд раскольницких» тиражом 2400 экз. Составлял чин присоединения иноверцев.
25 мая 1748 года хиротонисан во епископа Вятского и Великопермского архиепископом Псковским и Нарвским Симоном (Тодорским) в Петропавловской церкви.
Антоний Илляшевич входил в круг самых образованных церковных деятелей Церкви, интеллектуалов, богословов и миссионеров своего времени (Стефан Яворский, Феофан Прокопович, Симон Тодорский и др.). Прибыл на паству в Вятку 25 сентября 1748 года.
Сам будучи учёным, с уважением относился и ко всем учёным. Управляя Вятской епархией, он заботился об украшении церквей, о развитии проповедничества среди приходского духовенства, о благоговейном совершении церковных богослужений.
Он трудился в деле обращения вогулов в Православие, для новообращенных строил особые церкви.
Преосвященный Антоний имел прекрасные душевные качества. Это был человек умеренный, «наблюдал чистоту без великолепия, обилие без роскоши, строгость без жестокости, однако чрез подчиненных своих, которые по причине его смирения могли свободно предпринимать все по своей воле, введен был в непринадлежащие ему хлопоты». Жизнь этого епископа весьма трогательна и поучительна. «Святитель Антоний, — по выражению современника, — был просто замучен и перетерт между двух ножниц».
В его время поссорились между собой два секретаря — «консисторский» и «провинциальный», а к своей личной ссоре они присоединили вопрос о праве монастырей на владение крестьянами, отчего «воспламенился великий пожар». Провинциальный утверждал, что архиерейский дом и монастыри неправильно владели крестьянами, а консисторский проявил себя как бы адвокатом архиерейского дома и монастырей. Подстрекаемые провинциальным секретарем, в эту тяжбу вмешались сами черносошные крестьяне, которые, вооружась, «чинили смертные убийства и кровопролитие», а для усмирения их прибывали многочисленные военные команды.
Видя такое нестроение, епископ Антоний поехал в Москву просить о переводе его в другую епархию, но его просьбу не удовлетворили и вернули назад «между сии острые ножницы», где он и «замучился, переменив с печали временную сию жизнь на бесплачевную вечную».
Епархия осталась в жесточайшей смуте и тяжбах, а несчастные «черносошные» — в обиде, гонениях, сварах и «смертном убийстве».
О времени правления епископа Антония даже сложилась поговорка: «при нем нет толку, как при литвине».
Составилось мнение, что епископ Антоний, будучи смиренным и добрым монахом, не сумел совместить истинное смирение с владычественностью и, как архиерей, оказался совершенно неспособным к правлению. Однако, по-видимому, будет вернее понимать, что в его трагической судьбе больше всего виновата особенность того времени, которое породило крестьянские восстания и кровавые последствия их.
Скончался 16 ноября 1755 года. Погребён в Вятском Свято-Троицком кафедральном соборе проезжавшим из Тобольска в Суздаль митрополитом Сильвестром (Гловацким).
Мемориальная доска — надпись на медной доске в алтаре современного Свято-Троицкого кафедрального собора в Вятке, на левой стороне: «Антоний, Епископ Вятский и Великопермский, прибыл на паству 25 сентября 1748 года, скончался 16 ноября 1755 года (7 л[ет])».